# Listeria monocytogenes
A Listeria monocytogenes fakultatív anaerob, intracelluláris élősködő baktérium, ami a liszteriózis kórokozója. A legvirulensebb élelmiszer útján terjedő patogének egyike, a Listeria-fertőzések a klinikai esetek 20-30 százalékában halállal végződnek. A fertőzés kialakulása nagyban függ a baktériumok számától és az általános egészségi állapottól. A baktérium gyakran található meg az élelmiszerekben, de egészséges immunrendszerűek legtöbbször nem betegednek meg tőle, a fertőzés tünetmentesen elmúlik.
Az L. monocytogenes a Firmicutes törzsbe tartozó Gram-pozitív baktérium, nevét Joseph Lister angol sebészről kapta. Ostorral mozgásra képes 30 °C-on és az alatt, de általában 37 °C-on már nem. Ehelyett az L. monocytogenes az eukarióta sejtekben aktin filamentumok ún. robbanó polimerizációjával (aktin-filamentumok csóvájával vagy aktinrakétával) halad előre.
A Listeria monocytogenes az emberi tápcsatorna akár 10%-át is kolonizálhatja. A fertőzés mégis gyakrabban okoz klinikai értelemben vett betegséget állatorvosi praxisban, jellemző pl. a kérődzők meningoenkefalitisze.
Mivel gyakran fordul elő újszülöttek agyhártyagyulladásának (meningitis) kórokozójaként (vaginán keresztüli fertőzéssel), a várandós anyákat gyakran eltanácsolják a lágy sajtok, mint a brie, camembert vagy feta fogyasztásától, hiszen ezek gyakran L. monocytogenesszel szennyezettek. Ez a harmadik leggyakoribb kiváltó oka az újszülöttek meningitiszének.

## Osztályozása
Az L. monocytogenes Gram-pozitív, spórát nem képző, motilis, fakultatív anaerob, pálcika formájú baktérium. Kataláz-pozitív, oxidáz-negatív, a vörösvérsejtek pusztulását okozó béta-hemolizint termel. Fénymikroszkóp alatt vizsgálva jellegzetes bukdácsoló mozgást mutat.
Bár az L. monocytogenes szobahőmérsékleten (20-25 °C) aktív mozgásra képes peritrich (a sejt teljes felületén eloszló) ostoraival, testhőmérsékleten (37 °C) nem szintetizál ostorokat.
A Listeria nemzetségbe 6 fajt sorolnak (L. monocytogenes, L. ivanovii, L. innocua, L. welshimeri, L. seegligeri és L. grayi). Az L. ivanovii és az L. monocytogenes is képes egereket megbetegíteni, de csak az L. monocytogenes-t tartják humánpatogénnek. Az L. monocytogenes 13 kórokozó szerotípusa van, de az emberből elkülönített kórokozók több mint 90%-a három szerotípusba tartozik: 1/2a, 1/2b és 4b. Az L. monocytogenes 4b szerotípusú törzsek felelősek a világszerte megjelenő szórványos esetek 33–50 százalékáért, és az összes nagyobb ételeredetű fertőzésért, ami Európában és Észak-Amerikában történt az 1980-as évek óta.

## Története
Az L. monocytogenes-t 1926-ban E.G.D.Murray írta le elsőként, fiatal nyulak hirtelen elhullásának vizsgálatakor. Murray Bacterium monocytogenes néven hivatkozott a kórokozóra, a génusz jelenlegi nevét J.H. Harvey Pirie adta 1940-ben. Noha már az 1920-as években publikáltak klinikai leírásokat állati és emberi L. monocytogenes-fertőzésekről, csak 1952-ben, az NDK-ban ismerték fel jelentőségét az újszülöttkori szepszis és meningitisz egyik kiváltó okaként. A felnőttkori liszteriózist később a meggyengült immunrendszerű betegekkel hozták kapcsolatba, például a szervátültetés után vagy rosszindulatú betegségekre immunszupresszív gyógyszereket vagy kortikoszteroidokat szedőkkel vagy HIV-fertőzöttekkel.
Csak 1981-ben ismerték fel, hogy az L. monocytogenes ételfertőzések okozója lehet. Az új-skóciai Halifax városában kitört, 41 fertőzöttel és 18 halálesettel járó liszteriózist (az áldozatok főként terhes nők és újszülöttek voltak) járványtanilag sikerült összekötni az elfogyasztott étellel; olyan káposztasaláta fogyasztásával, amit előzőleg L. monocytogenesszel fertőzött, nyers juhürülékkel trágyáztak. Azóta több hasonló esetet jelentettek, és mára az élelmiszeriparban széles körben ismert az L. monocytogenes veszélyessége.

## Patogenezise
Az L. monocytogenesszel való fertőzés okozza a liszteriózis nevű betegséget. A liszteriózis tünetei között tartják számon a szepszist, a meningitiszt (vagy meningoenkefalitiszt, az enkefalitiszt), a szaruhártyafekélyt, a tüdőgyulladást, és a terhes nők méhi vagy méhnyaki fertőzését, ami spontán vetélést (2./3. trimeszter) vagy halva születést okozhat. A méhen belüli liszteriózist túlélő újszülöttek gyakran granulomatosis infantisepticában – az egész testen gennyes granulómák fordulnak elő – szenvednek, fizikailag visszamaradottak is lehetnek.
A fent említett rendellenességek beálltát rendszerint influenzaszerű tünetek, köztük nem csillapodó láz előzik meg. A liszteriózis súlyosabb formáit emésztőszervi tünetek, mint hányinger, hányás, hasmenés is előre jelezhetik, vagy éppen annak tünetei lehetnek. Az emésztőszervi tüneteket járványtanilag összefüggésbe hozták az antacidok és a cimetidin használatával. A liszteriózis súlyosabb formáinak kialakulási ideje ismeretlen, de néhány naptól három hétig is terjedhet. Az emésztőszervi tünetek kialakulásának ideje valószínűleg meghaladja a 12 órát. Egy korai kutatás eredményei szerint az L. monocytogenes különlegessége a Gram-pozitív baktériumok között, hogy lipopoliszacharidokat tartalmaz, ami endotoxinként szolgál. Később megállapították, hogy ez nem valódi endotoxin, mivel a Listeria sejtfala állandóan tartalmaz lipoteikolsavat, amiben egy glikolipid funkciós csoport, például galaktozil-glukozil-diglicerid kovalensen kötődik a teikolsav véghelyzetű foszfomonoészteréhez. Ez a lipidrégió horgonyozza a polimerláncot a citoplazmamembránhoz. A lipoteikolsavak strukturálisan és funkcionálisan is megfeleltethetők a Gram-negatív baktériumok lipopoliszacharidjainak, mint az egyetlen amfipatikus polimerek a sejt felszínén.
Az L. monocytogenes fertőző dózisa függ a baktériumtörzstől és az áldozat fogékonyságától is. A nyers, vagy valószínűleg nem pasztörizált tejtől eredő megbetegedésekben valószínűleg 1000-nél kevesebb kórokozó képes kiváltani a betegséget. Az L. monocytogenes megtámadhatja az emésztőszervek hámszövetét is. Ha a baktérium bejut a gazdaszervezet monocitáiba, makrofágjaiba vagy polimorfonukleáris fehérvérsejtjeibe, a vér útján terjedni képes a szervezetben. A fagocita sejtekben való jelenléte lehetővé teszi számára az agy elérését és valószínűleg terhes nőkben a méhlepényen való átjutást is. Az L. monocytogenes patogenezisének kulcsa életben maradási és sokszorozódási képessége a fagocita gazdasejtekben.

### A patogenezis szabályozása
Az L. monocytogenes környezetétől függően szaprofitaként vagy patogénként is felléphet. Ha a gazdaszervezeten belül van, a quorum sensing (baktériumok közötti kommunikációs forma) több virulenciagén felfelé szabályozási folyamatát (upregulation) indítja el. A baktériumok gazdaszervezetben elfoglalt helyétől függően különböző regulátor fehérje (aktivátor) szabályozza felfelé a virulenciagéneket. A SigB, egy alternatív szigma faktor a belekben szabályozza fel a Vir géneket, míg a PrfA a vérben teszi ugyanezt. Kevéssé ismert azonban, milyen mechanizmussal vált a baktérium a szaprofita és a patogén életmód között; az egyik lehetőség, hogy a nem kódoló RNS-szakaszok okozzák a váltást.

### Az egyes leszármazási vonalak patogenitása
Az L. monocytogenesnek három különböző, evolúciósan és patogenitásban eltérő leszármazási vonalát azonosították. Az I. vonal tartalmazza a humán klinikai izolátumok többségét és az összes emberi járvány klónját, de alulreprezentált az állatklinikai izolátumokban. A II. vonal többségben van az állatklinikai esetekben, alulreprezentált az emberi klinikai esetekben, de a környezeti és az ételmintákban gyakoribb. A III. vonal izolátumai nagyon ritkák, de állati izolátumokban lényegesen gyakoribb, mint humán klinikai izolátumokban.

## Kezelése
A listeriás meningitisz esetén a halálozási arány a 70%-ot is elérheti; szepszisben 50%, perinatális/neonatális fertőzésekben >80%. A terhesség alatti fertőzéseket az anya általában túléli. Értek el eredményeket parenterális (tápcsatornát megkerülő) penicillin vagy ampicillin adagolásával. A trimetoprim-szulfametoxazol hatásosnak bizonyult penicillinallergiás betegeknél.
Több cég fejleszt fágterápián alapuló kezeléseket. Az EBI Food Safety és az Intralytix rendelkezik a baktérium elleni készítménnyel, az FDA, az USA élelmiszer- és gyógyszer-ellenőrző hivatala engedélyezte az Intralytix hat bakteriofágból álló koktélját, és az EBI Food Safety egy fágot alkalmazó termékét. A felhasználási módok közé tartozna az is, hogy gyümölcsökre, kész húsételekre permeteznék a szert.

## Felhasználása transzfekciós vektorként
Mivel az L. monocytogenes egy intracelluláris parazita, egyes tanulmányokban gének in vitro bevitelére használták. Jelenleg a transzfekció hatékonysága alacsony. Az L. monocytogenes sikeres felhasználásának egy példája az in vitro átviteli technikákban a cisztás fibrózisos esetekben alkalmazott terápiás célzatú géntranszfer.

### Rákvakcinaként
ADXS11-001 név alatt élő, legyengített L. monocytogenes rákvakcinát fejlesztenek a méhnyakrák esetleges kezelése céljából.

## Detektálása

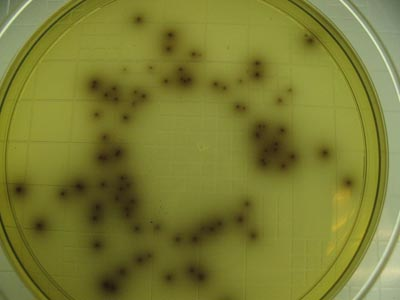
Tipikus Listeria monocytogenes-kolóniák, Listeria-specifikus táptalajon növesztve

A Listeria ételből való kimutatása komplex és időigényes. 2×24 órán keresztül szelektív dúsító oldatban növesztik, majd szélesztik és 48 órán át inkubálják.
A jövőben a rekombináns DNS-technológia 2-3 napos pozitív analízissel kecsegtet.

## Járványtana
Kutatások szerint az L. monocytogenes megtalálható legalább 37 háziasított és vad emlősfajban, legalább 17 madárfajban, és talán néhány halfajban és rák-/kagyló-/csigafajban. Laboratóriumokban az L. monocytogenes izolálható a talajból, silózott takarmányból és más környezeti forrásokból. Az L. monocytogenes meglehetősen jól ellenáll a fagynak, forróságnak, kiszáradásnak – ahhoz képest, hogy nem képez spórákat. Az L. monocytogenes legtöbb törzse patogén valamilyen mértékben.

## Fertőzési utak
Az L. monocytogenest a következő élelmiszerekhez kötötték: nyers tej, pasztőrözött, folyékony tej, sajtok (különösen a lágy érlelt sajtok), jégkrém, nyers zöldségek, nyers, fermentált kolbászok, nyers és főtt szárnyasok, mindenféle nyers hús, nyers és füstölt hal. Akár 0 °C-on is életképes, a hűtött ételekben is el tud szaporodni. Hűtőgépekben, pl. 4 °C környékén az elemi vas elősegíti az L. monocytogenes növését.